# Kildebrønde Kirke
Kildebrønde Kirke ligger i Hundige-Kildebrønde Sogn i Greve Kommune.

## Historie
Tekst mangler, hjælp os med at skrive teksten

## Kirkebygningen
- Fra tårnenden
- Tårn
- Våbenhus

## Interiør
Tekst mangler, hjælp os med at skrive teksten

## Gravminder
- Gravsten ved kirkens kor

## Eksterne kilder og henvisninger
- Kildebrønde Kirke hos KortTilKirken.dk
- Kildebrønde Kirke hos danmarkskirker.natmus.dk (Danmarks Kirker, Nationalmuseet)